# Encuentro Internacional de Marcha 2012
Encuentro Internacional de Marcha 2012 – zawody lekkoatletyczne w chodzie sportowym, które odbyły się 3 marca w Chihuahua. Impreza była pierwszą w cyklu IAAF Race Walking Challenge w sezonie 2012. 

## Rezultaty

### Mężczyźni
| Konkurencja:             | 1. miejsce       | Rezultat   | 2. miejsce      | Rezultat   | 3. miejsce        | Rezultat |
| Chód na 10 km (juniorzy) | Jesús Tadeo Vega | 41:52 PB   | Erwin González  | 42:01 PB   | Mario Sánchez     | 42:35 PB |
| Chód na 20 km            | Eder Sánchez     | 1:21:17    | Jared Tallent   | 1:21:50    | Horacio Nava      | 1:22:38  |
| Chód na 50 km            | Omar Zepeda      | 3:48:36 PB | Clemente García | 3:50:55 PB | José Leyver Ojeda | 3:51:30  |

### Kobiety
| Konkurencja:             | 1. miejsce       | Rezultat     | 2. miejsce        | Rezultat | 3. miejsce     | Rezultat |
| Chód na 10 km (juniorki) | Alejandra Ortega | 47:22 AJR PB | Yanelli Caballero | 47:42 PB | Sandra Nevarez | 48:23 PB |
| Chód na 20 km            | Ines Henriques   | 1:33:16      | Claire Tallent    | 1:33:21  | Mónica Equihua | 1:36:24  |